# Usingen
Usingen è una città tedesca di 14 926 abitanti, situata nel land dell'Assia.

## Geografia antropica
Alla città di Usingen appartengono 6 frazioni:
- Eschbach
- Kransberg
- Merzhausen
- Michelbach
- Wernborn
- Wilhelmsdorf

## Amministrazione

### Gemellaggi
- Overbetuwe
- Chassieu
- Grünhainichen